# تكداشت (ادا اومرزوك)
تكداشت هو دُوَّار يقع بجماعة إشمرارن، إقليم شيشاوة، جهة مراكش آسفي في المملكة المغربية. ينتمي الدوّار لمشيخة ادا اومرزوك التي تضم 21 دوار. يقدر عدد سكانه بـ 303 نسمة حسب الإحصاء الرسمي للسكان والسكنى لسنة 2004.

## روابط خارجية
- البوابة الوطنية للجماعات الترابية نسخة محفوظة 12 مارس 2018 على موقع واي باك مشين.
- المندوبية السامية للتخطيط